# Plug-and-play
Plug and Play (v překladu „připoj a hraj“) je počítačová technologie umožňující jednodušší rozpoznávání a konfigurace hardware. Umožňuje operačním systémům správně zjistit, jaký hardware je v počítači, na základě čehož může automaticky (s větší či menší úspěšností) k tomuto hardware nainstalovat či spustit příslušné ovladače a automaticky nastavit číslo přerušení, I/O adresu, rozsahy sdílené paměti, případně další skutečnosti (např. detaily o typu zařízení).

## Historie konfigurace zařízení
Mechanické výpočetní prostředky, jako bylo třídicí zařízení děrovaných destiček od IBM, byly naprogramovány použitím zásuvné desky připojené tak, aby směrovala signály mezi konfiguračními zásuvkami.
V počátcích počítačové technologie (např. v IBM PC kompatibilních počítačích se sběrnicí ISA) musel být hardware nejprve ručně nastaven tak, aby nastavení nekolidovalo s jiným již připojeným zařízením (obvykle pomocí elektrické propojky, anglicky jumper), poté bylo zařízení zasunuto do sběrnice uvnitř počítače, a pak bylo ještě nutné toto nastavení zapsat do konfigurace software (typicky ovladač zařízení). Pokud nastavení hardware i software nebylo stejné, nemohl software se zařízením komunikovat, a proto ani nefungoval.
V pozdější době byla nejprve metodou pokus-omyl prováděna detekce zařízení, která nebyla příliš spolehlivá a byla nahrazena technologií Plug and Play. Tato technologie odstraňovala ruční nastavování, řešení konfliktů a předávání informací do řídícího software. Podstatné vylepšení pak přinesla sběrnice PCI, PCMCIA, USB a další technologie, které počítaly s automatickou konfigurací již ve svém prvotním návrhu.